# Inkvartering
Inkvartering kallas trupps eller ensam militärpersons förseende med husrum och bohag, servis, i fredstid eller under fredsförhållanden; härbärgering i krig kallas vanligen kvarter. Inkvarteringen är ständig eller tillfällig. 
Ständig inkvartering ålåg i Sverige av ålder städerna, och i stapelstäderna ansågs en del av tolagen härför utgöra ersättning. Denna skyldighet blev genom inkvarteringsordningen av den 22 februari 1841 för städerna (utom Stockholm) i själva verket inskränkt till servisen, varemot husrum bestods av kronan. Stad, i vilken kronan inte ägde hus, skulle dock tillhandahålla rum mot en i förrättningen fastställd ersättning från kronan. I Stockholm var inkvarteringsskyldigheten genom inkvarteringsordningen av den 28 februari 1856 inskränkt till de tre gardesregementena och Svea artilleriregemente, men omfattade däremot för dessa både rum och servis, varför staden, då kronan tillhandahöll kaserner, till kronan erlade en årlig avgift. Som hjälp härför åtnjöt staden, utom inkvarteringstolagen, ett på riksstatens fjärde huvudtitel uppfört årligt anslag. För övriga trupper och annan till inkvartering berättigad personal drog kronan hela inkvarteringskostnaden. 
Till allt befäl och underbefäl samt deras vederlikar, som inte kunde åtnjuta inkvartering in natura, utgick kontant ersättning, senare kallat inkvarteringsbidrag, vilket uppbars på samma sätt som lön. Denna betalades för de fyra ovannämnda Stockholmsregementena av staden, men bestreds eljest av statsmedel av ett särskilt anslag. 
Tillfällig inkvartering tillkom endast "tågande trupper" och lämnades alltid in natura, bestående av husrum med bohag, värme och ljus. Från mottagande av sådan inkvartering var endast statens och allmänna ämbetsverks hus samt prästerskapets boställen befriade. Inkvarteringen uppgjordes av kronobetjäning eller magistrat, vilken kunde förordna en inkvarteringskommission. Med denna inkvarteringsskyldighet, som närmare bestämdes genom 1842 års tågordning, följde även skyldighet att förse manskapet med mat i kvarteren mot betalning efter markegångstaxan med 50 procents förhöjning (tågordningen och kunglig förordning av den 17 juli 1858).
För de vid svenska flottans stationer tjänstgörande bestod kronan inkvarteringen antingen in natura eller genom särskilda avlöningstillägg. Skyldighet att härbärgera trupper eller enskilda militärpersoner under övningar fanns i de flesta stater, men inte i Sverige.